# Andre de la Cruz
Andre de la Cruz (ur. 18 września 1967 w Rio de Janeiro) – brazylijski reżyser, aktor i scenarzysta. Scenarzysta i członek SBAT (Stowarzyszenie Brazylijskich Pisarzy Teatralnych) od 1997. Od 2006 obywatel Polski.

## Kariera
Absolwent Wydziału Aktorskiego Universidade Federal do Rio de Janeiro (UNIRIO) i Akademii Filmu i Telewizji w Warszawie. Scenarzysta i członek SBAT (Stowarzyszenie Brazylijskich Pisarzy Teatralnych) od 1997. Badacz metody Czechowa od lat 90. W 1996 założył grupę teatralną „Companhia Teatro em Aberto”. Wszystkie cztery spektakle tej grupy otrzymały łącznie 14 nagród oraz 25 wyróżnień, wśród nich nagrodę za spektakl „Samotne serca” (Corações Solitários) podczas „Spotkań Teatralnych Ameryki Południowej” w roku 1999. Sztuka ta została również uznana przez krytyków teatralnych za jedną z najlepszych w roku 1999 w Rio de Janeiro. Przedstawienie zatytułowane „Galileusz” (Galileu) zdobyło nagrodę za najlepszy debiutancki scenariusz na V FESTER – Festiwalu Teatru w Rezende – RJ w roku 1998.
W Brazylii był dyrektorem artystycznym wydarzeń kulturalnych miasta Rio de Janeiro, między innymi: „53. Światowego Kongresu Prasowego i 7. Spotkań Światowych Wydawców”, wystawy „Guinard” w Narodowym Muzeum Sztuki Doskonałej i „Pierwszych Nagród Literackich TAPu – Portugalskich Linii Lotniczych”. Był nauczycielem historii teatru oraz technik aktorskich w Szkole Teatralnej Leonardo Alves w Rio de Janeiro. Jest członkiem Fundacji Kultury Brazylijskiej Macunaima.
Od roku 2002 mieszka w Warszawie. Zrealizował wiele sztuk teatralnych, kursów i warsztatów. Był wykładowcą kultury brazylijskiej w Centrum Studiów Latynoamerykańskich Uniwersytetu Warszawskiego, dyrektorem artystycznym Stowarzyszenia Teatralnego „Perfomatikos” w Domu Kultury Kadr. Brał również udział w dwóch edycjach Letniej Akcji Teatralnej i jest głównym twórcą na Ogólnopolskim Festiwalu Skeczu i Małych Form Teatralnych „Kadr”.
W 2012 otrzymał Grand Prix za reżyserię spektaklu „Mariana” podczas III Festiwalu Monodramu „Monoblok” w Gdańsku. W 2014 wystąpił na konferencji TEDx Marszałkowska z przemówieniem „Zamknij oczy, pożegnaj się ze sztuką” (Close your eyes, say goodbye to art). W 2016 otrzymał "Złote Serce" jako jeden z bohaterów książki „Perły pod Giewontem” wydanej w celu wspierania budowy Europejskiego Centrum Hipoterapii dla Dzieci z Autyzmem.
W 2017 r. założył Studio Teatralne Kadr, roczne warsztaty sztuki aktorskiej. W 2021 r. założył Studio Michaiła Czechowa.

## Realizacje filmowe i teatralne

### Reżyser
- Don Juan, Molière, Rio de Janeiro 1996 - Teatro de Arena
- Galileu (Galileusz), Andre de la Cruz - Rio de Janeiro 1997 - Planetário da Gávea
- Coracões Solitários (Samotność Serc), André De La Cruz - Rio de Janeiro 1999 - Casa de Cultura Laura Alvim
- Sen Nocy Letniej (Dramaty czytane), Szekspir - 1999 „1000 lat: Analiza Milenium Poprzez Szekspira”
- Mundo Mágico de Clarinha – 2001 - Andre de la Cruz - Teatro Franco Brasileiro
- Hiob – Adaptacja – Andre de la Cruz, Warszawa 2003 – 4. Letnia Akcja Teatralna
- Czekając na Godota – Samuel Beckett, Warszawa 2004 – Dom Kultury Kadr
- Wizje Szekspira – Andre de la Cruz, Warszawa 2004 – 5. Letnia Akcja Teatralna
- Spowiedź – Andre de la Cruz, Warszawa 2005 – Dom Kultury Kadr
- Kłamtologia – Studium kłamstwa lub też prawdy według każdego z nas – Andre de la Cruz, Warszawa – 2007 – Dom Kultury Kadr
- Brasil, o musical – Andre de la Cruz, Warszawa 2008 – Muzyczne Studio Trójki im. Agnieszki Osieckiej
- Personalidades[4] (Osobowości Brazylii) – Andre de la Cruz, Warszawa 2009 – Muzyczne Studio Trójki im. Agnieszki Osieckiej
- Mariana – Mariana Alcoforado, Warszawa 2009 – Centralny Basen Artystyczny
- Pernambuco, Lew Północy – Andre de la Cruz, Warszawa 2011 – Centrum Promocji Kultury Praga Południe
- Psychoterapia – Andre de la Cruz i Agata Kowalczyk (pod pseudonimem Victoria Vascari), Warszawa 2013 – Teatr Academia
- Panny Dworskie – Andre de la Cruz, Warszawa 2014 – Teatr XL imienia Artystów Zaangażowanych
- Jadwiga – Agata Kowalczyk (pod pseudonimem Victoria Vascari), Warszawa 2015 – Teatr XL imienia Artystów Zaangażowanych
- Korpo Story – Przemysław Kazusek i Andre de la Cruz, Warszawa 2016 – Teatr XL imienia Artystów Zaangażowanych
- Korpo Story 2b – Przemysław Kazusek i Andre de la Cruz, Warszawa 2018 – Teatr XL imienia Artystów Zaangażowanych
- Dobrze się kłamie w miłym towarzystwie – na podstawie filmu “Perfetti sconosciuti” Paola Genovesego, Warszawa 2018 –  Spektakl dyplomowy Studio Teatralnego Kadr
- SNY – Debiut filmowy. Film krótkometrażowy. Scenariusz i Reżyseria Andre de la Cruz. (2018)
- ZOK. Kompulsywna komedia – na podstawie tekstu “Toc Toc” Laurenta Baffie, Warszawa 2019 –  Spektakl dyplomowy Studio Teatralnego Kadr
- MIss HIV – Maciej Kowalewski, Warszawa 2019 – Teatr Kadratowi
- Sługa dwóch panów - Carlo Goldoni, Warszawa 2020 – Spektakl dyplomowy Studio Teatralnego Kadr
- Kroniki przemocy - Andre de la Cruz, Warszawa 2021 - Teatr Kadratowi
- Kuchnia - Arnold Wesker, Warszawa 2021 – Spektakl dyplomowy Studio Teatralnego Kadr
- Czarownice z Salem - Arthur Miller, Warszawa 2021 – Spektakl dyplomowy Studio Teatralnego Kadr
- The End - Na podstawie: “Juste la fin du monde” Jean-Luc Lagarce’a, Warszawa 2022 - Teatr Kadratowi
- Dwunastu gniewnych ludzi - Reginald Rose, Warszawa 2022 - Spektakl dyplomowy Studio Teatralnego Kadr
- Korpolandia - Przemysław Kazusek, Warszawa 2022 - Dom Kultury Kadr
- Tiramisu - Joanna Owsianko, Warszawa 2023 - Dom Kultury Kadr
- Sarna del Manzano (Parch Jabłoni) - Andre de la Cruz, Warszawa 2023 - Teatr Kadratowi
- Pełnia w Skorpionie - Andre de la Cruz, Warszawa 2023 - Teatr XL imienia Artystów Zaangażowanych
- Przyjęcie - Na podstawie sztuki Harolda Pintera, Warszawa 2023 – Spektakl dyplomowy Studio Teatralnego Kadr
- Bądźmy Poważni na Serio - Oscar Wilde, Warszawa 2023 - Dom Kultury Kadr

### Aktor
- Assassino Morto não Mata (Marcelo Moreira) – 1992
- Dom Quixote, O Derrotado Invencível (Aluísio Sarmento) – 1994
- A Vida e Sonho (Calderon de la Barca) – 1995
- Senhora dos Afogados (Nelson Rodrigues) – 1996
- Os Ossos do Barão (Jorge Andrade) – 1997
- Personalidades (Andre De La Cruz) – 2009
- Sekstet, trzy duety i spinka (Roman Woźniak) – 2009
- Kanastra (Roman Woźniak) – 2012
- Tłumaczenie z języka (Roman Woźniak) – 2018
- Ederly  (reżyseria Piotr Dumała) – rola: Carlos
- Kryminalni - rola: Portugalczyk, od. 99
- Klan - rola: Narzeczony

## Nagrody i Nominacje
- Nominacja - Najlepszy Reżyser 11-ty Festiwal Teatralny w Blumenau - Don Juan - 1996
- Najlepszy Reżyser 3-ci Festiwal Teatralny Veiga de Almeida - Don Juan - 1996
- Najlepszy aktor 11-ty Festiwal Teatralny w Blumenau - Os Ossos do Barao - 1996
- Najlepszy Autor Teatralny 5-ty Festiwal Teatralny w Resende - Galileu - 1998
- Nominacja - Najlepszy Reżyser 5-ty Festiwal Teatralny w Resende - Galileu - 1998
- Nominacja - Najlepszy Aktor 5-ty Festiwal Teatralny w Resende - Galileu - 1998
- Nominacja - Najlepszy Aktor 12-ty Festiwal Teatralny w Blumenau - Galileu - 1998
- Gran Prix za spektakl “ Samotne serca” podczas “Spotkań Teatralnych Ameryki Południowej” - 1999
- Gran Prix za reżyserię III Festiwalu Monodramu „Monoblok” Gdańsk - Mariana - 2012